# ファンコミュニケーションズ
株式会社ファンコミュニケーションズは、東京都渋谷区に本社を置く日本のアフィリエイトサービスプロバイダ (ASP) 。主な事業は、パソコン・スマートフォンユーザー向けアフィリエイトプログラム運営代行サービス「A8.net」などの成功報酬型広告。代表的サービスである「A8.net」の名称は「ア(A)フィリ エイト(8)」に由来する。ASP事業のほか、PC媒体・モバイルサイト・モバイルアプリケーション開発などのサービスも提供する。
JASDAQ上場銘柄のうち、時価総額及び利益額などについて一定の基準を満たした銘柄「J-Stock銘柄」として選定され、2014年3月7日より東証第一部に指定替えとなった。
2024年にはシーサー株式会社を吸収合併し同社の事業を継承。「Seesaa」の名称は引き続き、同社から継承したサービスのブランド名として使用する。

## 沿革
- 1999年10月 - 会社設立。
- 2000年6月 - アフィリエイトプログラム運用代行サービス「A8.net」を開始
- 2000年11月 - 本社を東京都港区南青山から東京都渋谷区神宮前に移転。
- 2004年2月 - 本社を東京都渋谷区神宮前から東京都渋谷区渋谷に移転。
- 2005年11月 - JASDAQ上場。
- 2006年3月 - 携帯電話向けアフィリエイトサービス「Moba8.net（モバハチネット）」をサービス開始。
- 2008年9月 - モバイル向けカテゴリマッチ型広告配信システム「アドカボ」のベータ版を運用開始。
- 2010年4月 - スマートフォン向け広告配信サービス「nend」をサービス開始。
- 2010年6月 - 音楽再生アプリ「Lyrica」を公開。
- 2011年8月 - 株式会社リアラスの株式を取得し子会社化。
- 2011年8月 - 株式会社エイトクロップスを子会社として設立。
- 2011年9月 - 「Lyrica」のAndroid版アプリを提供開始。
- 2011年11月 - 株式会社アドボカシを子会社として設立。
- 2012年3月 - 株式会社アドジャポン、株式会社セルフエンプロイドを子会社として設立。
- 2014年3月 - 東証第一部上場（東証JASDAQからの指定替え）。
- 2017年7月 - シーサー株式会社の株式を取得し子会社化[4][5]。
- 2024年1月1日 - シーサー株式会社を吸収合併、同社の事業を継承。「Seesaa」の名称は引き続き、同社から継承したサービスのブランド名として使用[1][2][3]。

## 主な事業内容

### アフィリエイトプログラム運用代行サービス
- A8.net（エーハチネット）
  - CPA広告で、PC／スマートフォン向けアフィリエイト・プログラム。パートナー募集、提携、管理、レポーティング、報酬分配など、アフィリエイト・プログラム運用に必要な機能を提供。企業に手軽にアフィリエイト・プログラムを導入するためのサービス。
- nend（ネンド）
  - CPC広告で、スマートフォン向けのクリック課金型、インプレッション課金型アドネットワーク。初期費用、月額費用が無料。
- nex8（ネックスエイト）
  - CPM広告で、A8.net・moba8.net・nendや 国内の代表的なAdExchange・SSPへ配信するターゲティング・アドプラットフォーム。

### インターネットメディア広告サービス
- GETMALL（ドコモ口座キャッシュゲットモール）
  - 現金がどんどん貯まるオンラインモール。NTTドコモとの共同事業。
- colleee（コリー）
  - 予想ネットからリニューアルしたポイントサイト。
- サンプルファン
  - 無料でもらえる試供品や、謝礼付きのモニター、アンケート、お試しセット購入などの情報を、いち早く一般消費者に伝えるための女性向け無料情報サイト。

### インターネットラジオ
- GERA放送局

### 過去に提供していた/終了予定のサービス
- Moba8.net（モバハチネット）
  - モバイル／スマートフォン向けアフィリエイト・プログラム。パートナー募集、提携、管理、レポーティング、報酬分配、QRコードなど、主に携帯電話3キャリアに対応したモバイルサイト向けサービス。
- Action Checker（アクションチェッカー）
  - グループ企業内コンテンツ、関連サイトとのトラフィック管理などの広告効果測定。インプレッション数、クリック数、アクション数、クリックスルー率、コンバージョン率などをコンテンツやリンク情報別などでの日次レポーティングサービス。
- A8Buzz（エーハチバズ）
  - 個人ユーザーなどのブログ内に、記事として書き込み（エントリー）してもらうことを目的とした広告商品。通常のインターネット広告では、あらかじめ広告主が用意した広告素材をメディアがそのまま掲載するのが一般的だが、A8Buzzでは広告主が販売する商品やサービスについて、ブログ運営者側が編集した内容を記事として掲載される。
- adocavo（アドカボ）
  - 3キャリア対応、携帯サイト向けのクリック課金型アドネットワーク。初期費用、システム利用料が無料な広告出稿サービス。
- 0円スタート・シリーズ
  - ECサイトの企画・構築・運用および売上を上げるための施策（プロモーション企画立案、媒体選定と購入、サイト企画・制作、更新等）を初期費用から月額費用までを無料とし、成功報酬として売上の一部を支払う「選考」投資型サービス。
- ファンブログ
  - 2007年3月28日に開始されたA8.net会員向けブログASPサービスであり、アフィリエイトに特化していた[6]。2024年12月17日に終了告知が行われ、2025年4月22日に終了する予定となっている[7]。

## 関連会社
- 株式会社ファンコミュニケーションズ・グローバル - 子会社
- ECホールディングス